# Семёновка (Черкасская область)
Семёновка (укр. Семенівка) — село в Лысянском районе Черкасской области Украины.
Население по переписи 2001 года составляло 412 человек. Почтовый индекс — 19315. Телефонный код — 474973. 

## Местный совет
19315, Черкасская обл., Лысянский р-н, с. Семёновка